# Colonia Segovia
Colonia Segovia es una localidad ubicada en el departamento Guaymallén de la provincia de Mendoza, Argentina.
Delimita al Oeste con el distrito El Sauce (Departamento Guaymallén), al Sur Los Corralitos (Departamento Guaymallén), al Este con el distrito de Colonia Molina  (Departamento Guaymallén) y al Norte con el distrito El Algarrobal (Departamento de Las Heras), y con el distrito de La Pega (Departamento de Lavalle).
Posee tres escuelas, Escuela Jose Bruno Morón (nivel Inicial, EGB1 y EGB2, EGB3), ubicada en Calles Guaymaré y Tabalqué, Escuela 4-215 (EGB3, Polimodal), ubicada en Calle Buenos Vecinos 3972, Escuela Leopoldo Lugones (Jardín de Infantes Nivel Inicial, EGB1 y EGB2) ubicada en Calle Buenos Vecinos 3972, una Subcomisaria, centro de salud (N°13), y una Plaza Principal.
Cuenta con una Capilla Cristo Obrero ubicada en la Plaza Principal y sobre el Carril a Lavalle se encuentra La Iglesia de Jesucristo de los Santos de los Últimos Días (Mormones)
Sus arterias primarias son: Ruta Provincial 24 (conocida como Carril a Lavalle) y calle Buenos Vecinos. Sus arterias secundarias: El Banco, Cambiaghi, Milagros, Roque Saenz Peña, Calle Pública, La Surgente, Buenos Aires, Sanchez, Guaymaré, Tabalque y Ocayunta.
Sus calles interdepartamentales: Buenos vecinos (Luego Carril Ponce en Rodeo de la Cruz) y Carril a Lavalle.

## Historia
El origen del nombre de este Distrito proviene de la época de la Colonización, el Coronel Augusto Segovia y su familia, familia acaudalada de la época dedicándose a la agricultura y la ganadería. Por decreto 43/57 se lo denomina Distrito Colonia Segovia y por Ordenanza 1985/85 se confirman sus límites.
Esta zona del departamento de Guaymallén fue habitada desde comienzos del siglo XX por inmigrantes de origen Mallorquín (Islas Baleares, España).

## Población
Cuenta con 3,229 habitantes (Indec, 2001), lo que representa un marcado incremento del 184,2% frente a los 1,136 habitantes (Indec, 1991). Esta cifra incluye loteos Di Rocco, El Sauce y Nebot.

## Sismicidad
La sismicidad del área de Cuyo (centro oeste de Argentina) es frecuente y de intensidad muy alta, con un silencio sísmico de terremotos medios a graves cada 20 años.
- Sismo de 1861: aunque dicha actividad geológica catastrófica ocurre desde épocas prehistóricas, el terremoto del 20 de marzo de 1861 (164 años), con 12 000 muertes,[2] señaló un hito importante dentro de la historia de eventos sísmicos argentinos ya que fue el más fuerte registrado y documentado en el país. A partir del mismo los sucesivos gobiernos mendocinos y municipales han ido extremando cuidados y restringiendo los códigos de construcción.[1] Con el terremoto de San Juan del 15 de enero de 1944 (81 años) los gobiernos tomaron estado de la enorme gravedad crónica de sismos de la región.
- Sismo de 1920: de 6,8 de intensidad, destruyó parte de sus edificaciones y abrió numerosas grietas en la zona. Hubo 250 muertes por destrucción de casas de adobe[2][1]
- Sismo del sur de Mendoza de 1929: muy grave, y al no haber desarrollado ninguna medida preventiva, a pesar de haber transcurrido solo nueve años del anterior, mató a 30 habitantes por la caída de casas de adobe[1]
- Sismo de 1985: fue otro episodio grave,[3] de 9 s de duración, derrumbando el viejo Hospital del Carmen de Godoy Cruz.